# ملک جهانگیر یکم
ملک جهانگیر پسر کاووس دومین فرمانروا در شاخهٔ ملکان نور از دودمان پادوسپانیان بود، که در سال ۸۷۱ هجری در قلعه نور به حکومت رسید و جانشین ملک کاووس یکم شد. جهانگیر در ابتدای به تخت نشستن با عموی خود، ملک اسکندر دوم، درگیر شد و توانست از قلمرو موروثی خود دفاع کند تا آن که کارکیا محمد، حاکم کیاییان در لاهیجان، مداخله نمود و میان دو شاخهٔ پادوسپانیان صلح برقرار کرد. جهانگیر پس از آن بر نور و نواحی مجاور، تا ناتله‌رستاق و قلعه لواسان فرمانروایی داشت.
همچنین جهانگیر و والی بیه‌پیش با یکدیگر درگیر بودند و «میرزا علی» چهار بار به نور لشکرکشی کرد و نهایتاً جهانگیر مجبور شد برای پیشنهاد صلح، پسرش کاووس را نزد میرزا علی بفرستد. علاوه بر ملک کاووس دوم (ولیعهد و جانشین جهانگیر)، او پسران دیگری هم داشت: بیستون، ایرج و کیومرث. پس از مرگ جهانگیر در سال ۹۰۴ هجری، یک درگیری میان کیومرث و بیستون درگرفت که بیستون پس از محاصره قلعه نور، برادرش کیومرث را کشت؛ اما کاووس توانست با کمک میرزا علی گیلانی به نور بازگردد و بیستون را دستگیر کند. نهایتاً بیستون توانست کاووس را هم بکشد و ملک نور شود.